# Azerbaiyán en los Juegos Paralímpicos de París 2024
Azerbaiyán estuvo representado en los Juegos Paralímpicos de París 2024 por un total de dieciocho deportistas, trece hombres y cinco mujeres.

## Medallistas
El equipo paralímpico azerbaiyano obtuvo las siguientes medallas:
| Nombre            | Deporte   | Evento                          |
| ----------------- | --------- | ------------------------------- |
| Oro               |           |                                 |
| Lamiyə Vəliyeva   | Atletismo | 100 m T13 femenino              |
| Səid Nəcəfzadə    | Atletismo | Salto de longitud T12 masculino |
| Orxan Aslanov     | Atletismo | Salto de longitud T13 masculino |
| İmaməddin Xəlilov | Taekwondo | –70 kg masculino                |
| Plata             |           |                                 |
| Lamiyə Vəliyeva   | Atletismo | 400 m T13 femenino              |
| Raman Saley       | Natación  | 100 m espalda S12 masculino     |
| Bronce            |           |                                 |
| İlham Zəkiyev     | Judo      | +90 kg J1 masculino             |
| Raman Saley       | Natación  | 100 m libre S12 masculino       |
| Raman Saley       | Natación  | 100 m mariposa S12 masculino    |
| Vali Israfilov    | Natación  | 100 m braza SB13 masculino      |
| Sabir Zeynalov    | Taekwondo | –58 kg masculino                |